# 폭발성물건파열죄
폭발성물건파열죄(爆發性物件破裂罪)는 화약·기관(汽罐) 기타 폭발성 있는 물건을 파열하게 하여 건조물·기차·전차·자동차·선박·항공기·광갱 기타의 물건을 손괴하는 죄. 방화의 예에 의하여 처벌하며(172조 1항), 과실로 인한 때에는 실화의 예에 의한다(172조 2항). 미수범(174조) 및 예비·음모(175조)도 처벌한다.